# Pero Vaz de Caminha
Pero Vaz de Caminha   (Porto, 1450 (Gregorià) - Kozhikode, 15 de desembre de 1500 (Gregorià)) - d'acord a la norma gramatical vigent en l'època, s'escrivia Pêro; en ocasions dit Pedro -, va ser un fidalgo portuguès conegut per la seva funció d'escriba en l'armada de Pedro Álvares Cabral que arribà al Brasil per primer cop. Va ser també regidor de la seva ciutat natal.
En haver escrit el primer text (una epístola) en territori brasiler, se'l considera l'autor que va inaugurar la literatura del Brasil.

## Biografia
Era fill de Vasco Fernandes de Caminha, cavaller del duc de Bragança, i na Isabel Afonso. Els seus ancestres es remunten als primers pobladors de São Romão de Neiva, a l'actual districte de Viana do Castelo, en temps del rei Ferran I (1367-1383). Va ser advocat i cavaller de les cases d'Alfons V (1438-1481), Joan II (1481-1495) i Manuel I (1495-1521).
Hauria participat de la batalla de Toro (2 de març de 1475). El 1476 va heretar del pare el càrrec de mestre de la balança de la Casa de la Moneda, un càrrec equivalent al d'escriba i tresorer, una posició de gran responsabilitat en la seva època. El 1497 va ser elegit per redactar, en qualitat de regidor, els Capítols de la Cambra Municipal de Porto, que havien de ser presentats a les Corts de Lisboa. S'afirma que Dom Manuel I, qui l'havia nomenat pel càrrec, li tenia afecte.
El 1500 va ser nomenat escriba de la feitoria que havia de ser establerta a Calicut, a l'Índia. Per aquest motiu es trobava a bord de la nau capitanejada per Álvares Cabral, en la segona expedició portuguesa al país asiàtic i que, de retruc, va dur al descobriment del Brasil.
L'expedició de Cabral va continuar el seu camí fins a l'Índia. Tradicionalment s'accepta que Caminha va morir en un combat durant un atac a la feitoria de Calicut, mentre es trobava en construcció, al desembre d'aquell mateix any 1500.
Estava casat amb Catarina Vaz, amb qui va tenir, almenys, una filla, Isabel de Caminha.

## La carta a Dom Manuel I

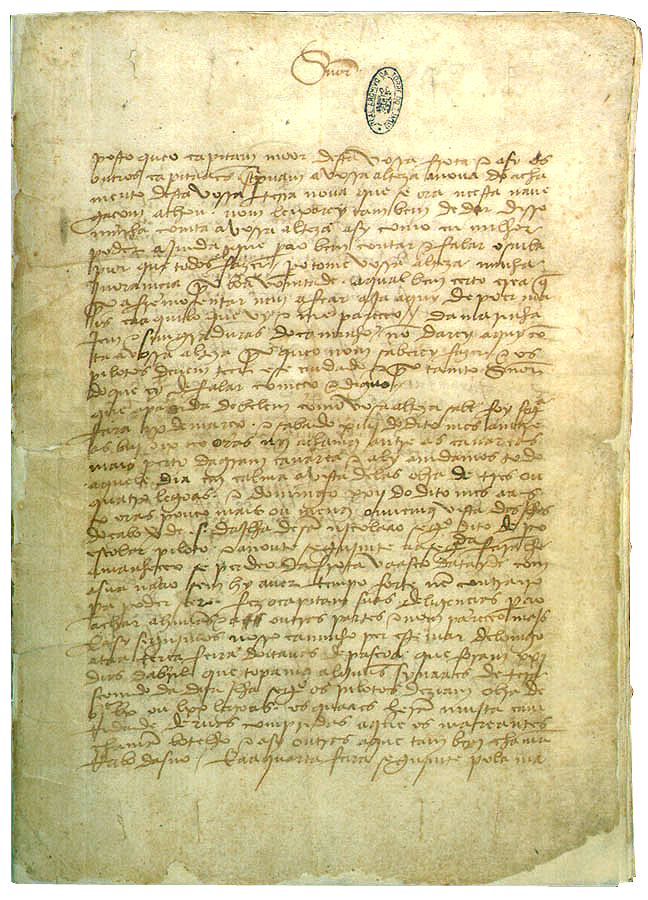
Reproducció de la carta de Caminha a Manuel I de Portugal.

Caminha es va eternitzar com l'autor d'una carta, datada l'1 de maig de 1500 (el desè dia des de l'arribada a Porto Seguro) i que fou enviada tot seguit al sobirà, considerada el principal testimoni de les primeres impressions sobre el territori brasiler.
La Carta de Pero Vaz de Caminha és considerada el "certificat de naixement" del Brasil, batejat en aquell moment com Illa de Vera Cruz, encara que la missiva no va ser publicada fins al segle xix per part del Pare Manuel Aires de Casal, en la seva Corografia Brazílica (1817).

### Participants de l'expedició
Relació d'acord amb l'historiador Sílvio Castro:

#### Citats directament en la carta
- Pedro Álvares Cabral (comandant de la flota de 13 vaixells)
- Vasco de Ataíde (comandant)
- Nicolau Coelho (comandant)
- Sancho de Tovar (comandant)
- Simão de Miranda (comandant)
- Aires Correia (comandant, feitor general)
- Bartolomeu Dias (comandant)
- Diogo Dias (comandant)
- Aires Gomes (comandant)
- Afonso Lopes (pilot)
- Pero Escobar (pilot)
- Henrique de Coïmbra (frare)
- Afonso Ribeiro (condemnat a bandejament)

#### Participants sobrentesos
- Gaspar de Lemos (comandant) - Va retornar el 2 de maig a Lisboa amb la carta.
- Nuno Leitão da Cunha (comandant de la caravela Anunciada)
- Pero de Ataíde (comandant del buc São Pedro)
- Luís Pires (comandant)
- Simão de Pina (comandant)